# Сулье де Моран, Жорж
Жорж Сулье де Моран (фр. George Soulié de Morant; 2 декабря 1878, XVII округ Парижа — 10 мая 1955, Нёйи-сюр-Сен) — французский учёный и дипломат. 
Сулье де Моран несколько лет работал во французском дипломатическом корпусе в Китае, где служил французским консулом в нескольких китайских городах. В основном он известен своей ролью в распространении китайского иглоукалывания (акупунктуры) на Западе и своими переводами китайской литературы.

## Биография
Жорж Сулье де Моран родился в Париже. В молодости проявлял интерес к культуре Востока, что впоследствии определило его карьеру и научные исследования. В начале XX века он отправился в Китай в качестве дипломата, где провёл значительную часть своей жизни. Именно в Китае он глубоко погрузился в изучение китайской философии, медицины, каллиграфии и литературы.
После возвращения во Францию Сулье де Моран стал активно заниматься популяризацией традиционной китайской медицины, в частности акупунктуры. Его работы стали важным источником для изучения восточной медицины в Европе.

## Работы
- Éléments de grammaire mongole. E. Leroux 1903
- Les Mongols, leur organisation administrative d'après des documents chinois (1905)
- Les Musulmans du Yun-nan (1909)
- La musique en Chine. E. Leroux 1911
- Lotus-d'or.  E. Fasquelle 1912
- Essai sur la littérature chinoise. Mercure de France 1912 (online copy (pdf))
- Les contes galants de la Chine. Charpentier et Fasquelle 1921
- Le Palais des cent fleurs. E. Fasquelle 1922
- La Passion de Yang Kwe-Fei. L’Edition d’art, Paris, 1924 (online copy (rtf))
- La brise au clair de lune. Grasset, Paris, 1925 (online copy (word)) - Translation of Haoqiu zhuan
- Le Problème des bronzes antiques de la Chine (1925)
- Exterritorialité et intérêts étrangers en Chine. Paris: Paul Geuthner, 1925.
- Théâtre et musique modernes en Chine, avec une étude technique de la musique chinoise et transcriptions pour piano, par André Gaillard (1926)
- L'Amoureuse Oriole, jeune fille, roman d'amour chinois du XIIIe siècle. Avec dix illustrations chinoises. E. Flammarion 1928
- Histoire de l'art chinois. Payot 1928
- L'Épopée des jésuites français en Chine (1534-1928). Grasset 1928
- Histoire de la Chine de l’antiquité jusqu’en 1929. Paris: Payot, 1929.
- Les Preceptes de Confucius, 1929
- Divorce anglais. E. Flammarion 1930
- Anthologie de l'amour chinois. Mercure de France 1932
- Sciences occultes en Chine: la main. Nilson 1932
- Précis de la vraie acuponcture chinoise. Mercure de France 1934 (online copy)
- L'acuponcture chinoise. 2 vols. Paris: Mercure de France, 1939-1941. Published in English as Chinese acupuncture, edited by Paul Zmiewski. Brookline, MA: Paradigm Publications, 1994. ISBN 978-0-912111-31-5
- La Vie de Confucius. H. Piazza 1939
- Les 47 rônins: Le trésor des loyaux samouraïs
- Bijou de ceinture.